# Secretaria General del Consell de la Unió Europea

Logo del Consell Europeu

La Secretaria General del Consell és l'òrgan de suport i coordinació que assisteix administrativament al Consell de la Unió Europea a les seves funcions legislativa i pressupostària, així com de coordinació d'unes certes polítiques, i al Consell Europeu com a institució presidencial i d'impuls de la Unió Europea. També assisteix als seus respectius presidents i a l'Alt Representant de la Unió, com a president del  Consell d'Afers Exteriors.
La Secretaria General és dirigida per un Secretari General, nomenat per la majoria qualificada del Consell, que respon políticament davant el seu ple i que garanteix, en cooperació amb la  Presidència de torn de la Institució, el bon funcionament dels seus treballs. Sota la seva autoritat, i prèvia aprovació pel ple, la Secretaria General executa el pressupost de la Institució. El Secretari General del Consell, el diplomàtic francès Pierre de Boissieu, va ser substituït el 2011 per Uwe Corsepius, per al període comprès entre el 26 de juny de 2011 i el 30 de juny de 2015.
Així doncs, la Secretaria General del Consell l'ho és, de fet, de dos institucions comunitàries i d'una organització internacional organització regional autònoma, en aquest ordre: el Consell, el Consell Europeu i la Unió Europea Occidental (organització regional militar molt lligada a la UE). També assumeix la secretaria general de les  Conferències Intergovernamentals de la Unió.
A l'estructura orgànica de la Secretaria General del Consell s'integren tots els funcionaris d'aquesta institució, així com les unitats més rellevants de l'àrea funcional típicament intergovernamental de la Unió, en particular de les polítiques comunes d'exteriors i defensa (PESC-PCSD). Entre aquestes últimes s'inclouen l'Estat Major de la Unió Europea i el SitCen (centre d'informació i operacions).